# Chef de Partie
Der Chef de Partie ist eine wesentliche und hoch angesehene Position in der traditionellen Küchenbrigade nach Auguste Escoffier, einem einflussreichen französischen Koch des 19. und 20. Jahrhunderts. Als Leiter einer spezifischen Station in der Küche spielt der Chef de Partie eine entscheidende Rolle bei der Zubereitung und Perfektionierung einzelner Speisenteile. Mit seiner Fachkompetenz, Kreativität und Verantwortungsbewusstsein trägt der Chef de Partie dazu bei, ein qualitativ hochwertiges kulinarisches Angebot zu gewährleisten und die gastronomische Exzellenz des Betriebs zu fördern.

## Allgemein
Die Position des Chef de Partie befindet sich in der klassischen Küchenhierarchie nach Escoffier unter dem Souschef und über den Commis, den Jungköchen. Jeder Chef de Partie ist für eine spezifische Station in der Küche verantwortlich und führt ein Team von Commis an, um die Gerichte seiner Station mit Präzision und Hingabe zuzubereiten.

## Begriff
Der Begriff „Chef de Partie“ ist aus dem Französischen abgeleitet und kann als „Leiter einer Abteilung“ oder „Stations-Chef“ übersetzt werden. „Chef“ bedeutet „Leiter“ und „Partie“ steht für „Abteilung“ oder „Station“. Der „Chef de Partie“ ist für die Leitung und Organisation einer bestimmten Station in der Küche verantwortlich. Jeder „Chef de Partie“ ist für eine spezifische Station verantwortlich und führt sein eigenes Team von Commis und Küchenhilfen. Die gängigsten Haupteinteilungen für einen „Chef de Partie“ umfassen:
- Entremetier: Verantwortlich für die Zubereitung von Gemüsegerichten, Suppen und Eintöpfen.
- Garde Manger: Zuständig für die kalte Küche, einschließlich Salate, Vorspeisen, Aufschnitt und kalte Platten.
- Poissonnier: Zuständig für Fischgerichte und Meeresfrüchte.
- Saucier: Verantwortlich für die Zubereitung von Saucen, Braten und Grillgerichten.
- Rotisseur: Zuständig für die Zubereitung von Fleischgerichten.
- Pâtissier: Verantwortlich für die Desserts und Süßspeisen.

Manchmal können in größeren Küchen oder Restaurants weitere Stationen hinzugefügt werden, je nach den spezifischen kulinarischen Anforderungen des Betriebs. Jeder "Chef de Partie" ist ein Spezialist in seinem Arbeitsbereich und sorgt für die hohe Qualität und Konsistenz der zubereiteten Gerichte.

## Gängige Interpretationen
- Leitung einer Station: Der Chef de Partie ist der verantwortliche Leiter einer bestimmten Station in der Küche, z. B. der Fleisch-, Fisch-, Gemüse- oder Saucenstation. Er ist für die Zubereitung und Präsentation der Speisen auf seiner Station verantwortlich.

- Qualitätskontrolle: Der Chef de Partie gewährleistet die Qualität und Konsistenz der zubereiteten Gerichte auf seiner Station. Er probiert die Speisen regelmäßig, um sicherzustellen, dass sie den hohen gastronomischen Standards des Betriebs entsprechen.

- Schulung und Anleitung: Der Chef de Partie führt sein Team von Commis an und bietet Schulungen und Anleitungen, um sicherzustellen, dass alle Mitarbeiter seine kulinarischen Fähigkeiten und Arbeitsstandards verstehen und einhalten.

## Aufgabengebiete
Die Aufgaben des Chef de Partie sind vielfältig und anspruchsvoll. Hier sind einige gängige Aufgabenbereiche:
- Zubereitung von Speisen: Der Chef de Partie ist für die fachgerechte Zubereitung von Speisen auf seiner Station verantwortlich. Er wählt hochwertige Zutaten aus und achtet auf die richtige Zubereitung, um die Qualität und den Geschmack der Gerichte zu gewährleisten.

- Kreativität und Innovation: Der Chef de Partie trägt zur Entwicklung neuer Rezepte und kulinarischer Konzepte auf seiner Station bei. Er bringt seine Kreativität ein, um das kulinarische Angebot des Betriebs kontinuierlich zu verbessern.

- Arbeitsplatzorganisation: Der Chef de Partie sorgt dafür, dass seine Station ordentlich und effizient organisiert ist. Er überwacht die Lagerbestände und stellt sicher, dass die Arbeitsbereiche sauber und hygienisch sind.

- Koordination mit anderen Stationen: Der Chef de Partie arbeitet eng mit anderen Chef de Partie und dem Souschef zusammen, um einen reibungslosen Ablauf in der Küche sicherzustellen. Er koordiniert die Zubereitung der Gerichte, um einen synchronisierten Küchenbetrieb zu gewährleisten.

Die Rolle des Chef de Partie in einer Küchenbrigade nach Auguste Escoffier ist von entscheidender Bedeutung, um die Qualität und Konsistenz der zubereiteten Speisen zu gewährleisten und ein herausragendes kulinarisches Erlebnis für die Gäste zu schaffen. Durch seine Fachkenntnis, Führungsqualitäten und Liebe zur Kulinarik trägt der Chef de Partie dazu bei, die kulinarischen Traditionen von Escoffier weiterzuführen und den gastronomischen Erfolg des Betriebs zu fördern.